# Цзоу Шимин
Цзо́у Шими́н (кит. упр. 鄒市明, пиньинь Zōu Shìmíng, род. 18 мая 1981 года) — китайский боксёр-любитель, двукратный олимпийский чемпион 2008 и 2012 годов, бронзовый призёр Олимпийских игр 2004 года, трёхкратный чемпион мира (2005, 2007 и 2011) и двукратный чемпион Азиатских игр (2006 и 2010). Чемпион мира по версии WBO.

## Любительская карьера
Цзоу Шимин провёл длительную и очень успешную любительскую карьеру. Трижды участвовал на олимпийских играх. В 2004 году взял бронзовую медаль, победив чемпиона прошлой олимпиады Брахима Аслума и проиграв в полуфинале кубинцу Яну Бартелеми.
На Олимпиаде 2008 года победил казахстанца Биржана Жакыпова, ирландца Пэдди Барнса, монгола Пуревдоржа Сардамба и завоевал золото на Олимпиаде.
В 2012 году на Олимпиаде в Лондоне победил казахстанца Биржана Жакыпова, ирландца Пэдди Барнса и в финале победил тайца Каео Понграуона, и снова взял золото на олимпийских играх.
В 2003 году на чемпионате мира взял серебро проиграл в финале Сергею Казакову. В 2005, 2007 и 2011 годах выиграл золотые медали. В любительской карьере так же победил россиянина Давида Айрапетяна, венгра Пала Бедака, болгара Салима Салимова.

## Профессиональная карьера
Подписал контракт с американской промоутерской компанией Top Rank. Дебютировал на профессиональном ринге 6 апреля 2013 года в бою против мексиканца Элеасара Валенсуэлы. Четырехраундовый бой продлился все четыре раунда и завершился победой Цзоу Шимина единогласным решением судей. Примечательно что дебютный бой Цзоу Шимина проходил главным в боксёрском вечере, организованном в Макао, и в андеркате дебютного боя, прошло два чемпионских поединка. Цзоу Шимин за дебютный бой получил 300 000 $.
Второй поединок Шимина прошёл 27 июля также в Макао, и, как и в первом бою, поединок Шимина был главным в боксёрском вечере, на разогреве у которого снова были два чемпионских поединка. За второй бой, в котором Цзоу победил по очкам мексиканца Хесуса Ортегу, Шимин получил 500 000 $.
Третий бой Шимин также выиграл по очкам у малоизвестного мексиканского боксёра, этот бой вошёл в программу PPV-шоу, и за этот бой китайский боксёр заработал 600 000 $.
В 4-м бою 32-летний Шимин победил нокаутом 19-ти летнего боксёра из Таиланда, Йоктонга Кокиетджима (15-3). Поединок также проходил в Макао и снова был главным в боксёрском вечере.
19 июля победил колумбийца Луиса Де Ла Росу и завоевал вакантный титул интерконтинентального чемпиона по версии WBO в весовой категории до 50,8 кг.
23 ноября 2014 года в первой защите титула, Цзоу убедительно и зрелищно победил по очкам тайца Кванчипита Онесондчанджима (27-0-2). Кванчипит стал первым соперником Шимина, который не был значительно его моложе.

## Результаты боёв
В таблице перечислены результаты всех поединков боксёров.
В каждой строке указан результат поединка. Дополнительно номер поединка обозначен цветом, который обозначает итог поединка. Расшифровка обозначений и цветов представлена в нижеследующей таблице.
| Пример | Расшифровка                     |
| ------ | ------------------------------- |
|        | Победа                          |
|        | Ничья                           |
|        | Поражение                       |
|        | Планируемый поединок            |
|        | Поединок признан несостоявшимся |
| КО     | Нокаут                          |
| ТКО    | Технический нокаут              |
| PTS    | Решение судей (по очкам)        |
| UD     | Единогласное решение судей      |
| MD     | Решение большинства судей       |
| SD     | Раздельное решение судей        |
| RTD    | Отказ от продолжения боя        |
| DQ     | Дисквалификация                 |
| NC     | Поединок признан несостоявшимся |

| Бой | Рекорд | Дата            | Возраст                      | Соперник                              | Возраст соперника           | Место боя                                              | Результат       | Данные о бое |
| --- | ------ | --------------- | ---------------------------- | ------------------------------------- | --------------------------- | ------------------------------------------------------ | --------------- | --- |
| 11  | 9(2)-2 | 28 июля 2017    | 36 лет 2 месяца и 10 дней    | Шо Кимура (14-1-2)                    | 28 лет 8 месяцев и 4 дня    | Шанхайский спортивный центр «Восток», Шанхай, КНР      | TKO11 (12) 2:28 | Потерял титул чемпиона мира по версии WBO, 1-я защита Шимина.                                                                   |
| 10  | 9(2)-1 | 5 ноября 2016   | 35 лет 7 месяцев и 18 дней   | Кванчипит Онесондчанджим (2) (39-1-2) | 35 лет 1 месяц и 27 дней    | Thomas & Mack Center, Лас-Вегас, Невада, США           | UD12 (12)       | 120-107 120-107 119-108. Онесондчанджим в нокдауне во 2 раунде. Завоевал вакантный титул чемпиона мира по версии WBO.           |
| 9   | 8(2)-1 | 11 июня 2016    | 35 лет 2 месяца и 24 дня     | Йожеф Айтаи (15-2)                    | 19 лет 5 месяцев и 1 день   | Madison Square Garden Theater, Нью-Йорк, Нью-Йорк, США | UD10 (10)       | 100-89 100-89 100-89. С Айтаи снято очко за клинчи. Защитил титул интернационального чемпиона по версии WBO, 1-я защита Шимина. |
| 8   | 7(2)-1 | 30 января 2016  | 34 года 10 месяцев и 12 дней | Натан Коутиньо (12-0)                 | 21 год 10 месяцев и 9 дней  | Шанхайский спортивный центр «Восток», Шанхай, КНР      | TKO8 (12) 2:17  | Завоевал вакантный титул интернационального чемпиона по версии WBO.                                                             |
| 7   | 6(1)-1 | 7 марта 2015    | 33 года 11 месяцев и 17 дней | Амнат Руенроенг (14-0)                | 35 лет 2 месяца и 17 дней   | Cotai Arena, Venetian Resort, Макао, Макао, Китай      | UD12 (12)       | 111-116 111-116 111-116. Руенроенг в нокдауне во 2 раунде. Бой за титул чемпиона мира по версии IBF, 3-я защита Руенроенга.     |
| 6   | 6(1)-0 | 23 ноября 2014  | 33 года 8 месяцев и 5 дней   | Кванчипит Онесондчанджим (27-0-2)     | 33 года 2 месяца и 14 дней  | Cotai Arena, Venetian Resort, Макао, Макао, Китай      | UD12 (12)       | 120-103 119-106 119-106. Защитил титул интернационального чемпиона по версии WBO, 1-я защита Шимина.                            |
| 5   | 5(1)-0 | 19 июля 2014    | 33 года 4 месяца и 1 день    | Луис Де Ла Роса (23-3-1)              | 28 лет 11 месяцев и 21 день | Cotai Arena, Venetian Resort, Макао, Макао, Китай      | UD10 (10)       | 97-93 99-91 99-91. Завоевал вакантный титул интернационального чемпиона по версии WBO.                                          |
| 4   | 4(1)-0 | 22 февраля 2014 | 32 года 11 месяцев и 4 дня   | Йоктонг Кокиетджим (15-3)             | 19 лет 2 месяца и 23 дня    | Cotai Arena, Venetian Resort, Макао, Макао, Китай      | TKO7 (8) 2:09   | |
| 3   | 3(0)-0 | 24 ноября 2013  | 32 года 8 месяцев и 6 дней   | Хуан Тоскано (4-0)                    |                             | Cotai Arena, Venetian Resort, Макао, Макао, Китай      | UD6 (6)         | 60-54 60-54 60-52. Тоскано получил рассечение в 3 раунде.                                                                       |
| 2   | 2(0)-0 | 27 июля 2013    | 32 года 4 месяца и 9 дней    | Хесус Ортега (4-1)                    | 19 лет 9 месяцев и 21 день  | Cotai Arena, Venetian Resort, Макао, Макао, Китай      | UD6 (6)         | 59-55 59-55 59-55. |
| 1   | 1(0)-0 | 6 апреля 2013   | 32 года и 19 дней            | Элезар Валензуэла (2-1-2)             |                             | Cotai Arena, Venetian Resort, Макао, Макао, Китай      | UD4 (4)         | 40-36 40-36 40-36. |
| Бой | Рекорд | Дата            | Возраст                      | Соперник                              | Возраст соперника           | Место боя                                              | Результат       | Данные о бое |